# Langelandia caucasica
Langelandia caucasica là một loài bọ cánh cứng trong họ Zopheridae. Loài này được Nikitsky miêu tả khoa học năm 1996.